# MiPlato
MiPlato (MyPlate) es la guía de nutrición del Departamento de Agricultura de los Estados Unidos. La guía propone comer porciones de frutas, vegetales, granos, proteína, y productos lácteos. El sitio web de MiPlato contiene recomendaciones sobre nutrición y seguridad en la alimentación.
MI plato es una de las vías más importantes para mantener la población informada de la proporción de frutas y verduras que debe consumir diariamente en la comidas y es una forma más de emplear la teoría de los colores aplicada a la alimentación equilibrada.

## Enlaces externos

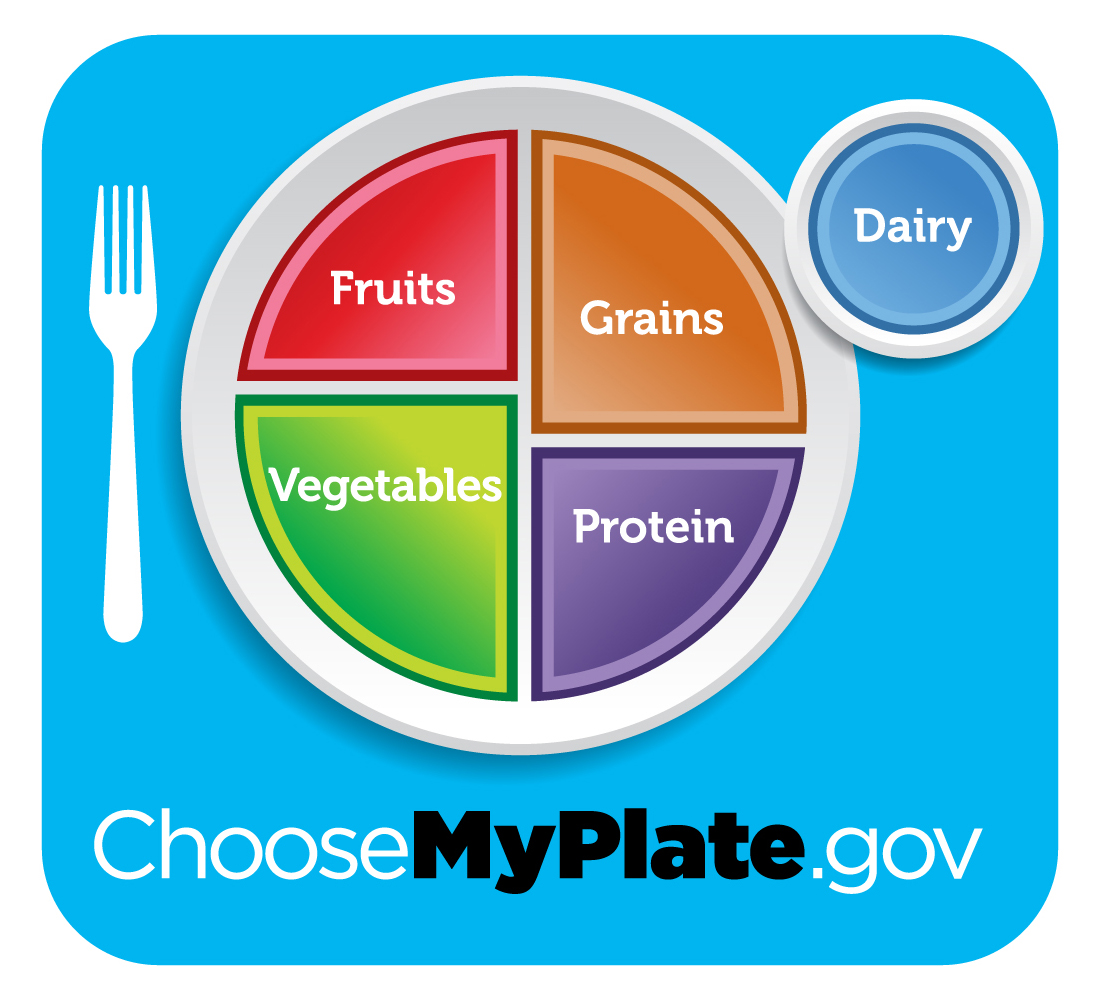
En miplato según la edad y las calorías diarias, indican las cantidades recomendadas para cada grupo de alimentos.